# Yerson Henao
Yerson David Henao Buitrago – chilijski zapaśnik walczący w stylu wolnym. Piąty na mistrzostwach panamerykańskich w 2017. Mistrz Ameryki Południowej w 2017, drugi w 2015 i trzeci w 2016. Piętnasty na MŚ juniorów w 2015 roku.